# Scythris gladiella
Scythris gladiella is een vlinder uit de familie dikkopmotten (Scythrididae). De wetenschappelijke naam is voor het eerst geldig gepubliceerd in 2004 door Nupponen & Nupponen.
De soort komt voor in Europa.